# دان تايمنسكي
دانبيل جون «دان» تايمنسكي (Daniel John "Dan" Tyminski) أو فقط دان تايمنسكي (Dan Tyminski) من مواليد 20 يونيو 1969.هو مغني بلوغراس وموسيقي أمريكي، خلال مسيرته الموسيقية قام بإنتاج أكثر من ألبومين كما حاز على 14 جائزة غرامي. كما يعرف كذلك بكونه المغني الرئيسي في أغنية أفيتشي (بالإنجليزية: Hey Brother).

## أغانيه
| السنة | الأغنية                          | الألبوم                        |
| ----- | -------------------------------- | ------------------------------ |
| 2017  | (بالإنجليزية: "Bloodline")       | (بالإنجليزية: Southern Gothic) |
| 2017  | (بالإنجليزية: "Southern Gothic") | (بالإنجليزية: Southern Gothic) |

### كمشارك في الأغاني
| العنوان                                                                           | السنة | الترتيب         | الترتيب     | الترتيب           | الترتيب | الترتيب | الترتيب                    | الترتيب     | الترتيب               | الترتيب        | الترتيب          | الترتيب                                | Certifications | الألبوم |
| العنوان                                                                           | السنة | بيلبورد هوت 100 | أريا تشارتس | أو3 النمسا توب 40 | DEN     | GER     | الرسوم البيانية الهولندية ‏ | في جي ليستا | ريكورديد ميوزك إن زيت | سويرجتوبليستان | هيت باراد سويسرا | تصنيف الأغاني المنفردة المملكة المتحدة | Certifications | الألبوم |
| --------------------------------------------------------------------------------- | ----- | --------------- | ----------- | ----------------- | ------- | ------- | -------------------------- | ----------- | --------------------- | -------------- | ---------------- | -------------------------------------- | --- | ------- |
| "Hey Brother" (أفيتشي بالإشتراك مع دان تايمنسكي)[A]                               | 2013  | 16              | 2           | 1                 | 4       | 1       | 1                          | 1           | 4                     | 1              | 2                | 2                                      | - الاتحاد الدولي للصناعة الفونوغرافية: 2× Platinum - ARIA: Platinum - صناعة التسجيلات البريطانية: Silver - اتحاد صناعة الموسيقى الفيدرالي ‏: Gold - الاتحاد الدولي للصناعة الفونوغرافية: Gold | True    |
| "—" denotes a recording that did not chart or was not released in that territory. |       |                 |             |                   |         |         |                            |             |                       |                |                  |                                        | |         |

## روابط خارجية
- دان تايمنسكي على موقع IMDb (الإنجليزية)
- دان تايمنسكي على موقع ميوزك برينز (الإنجليزية)
- دان تايمنسكي على موقع أول ميوزيك (الإنجليزية)
- دان تايمنسكي على موقع ديسكوغز (الإنجليزية)
- دان تايمنسكي على موقع قاعدة بيانات الفيلم (الإنجليزية)